# Калачево (Вологодская область)
Калачево — деревня в Бабаевском районе Вологодской области.
Входит в состав Центрального сельского поселения, с точки зрения административно-территориального деления — в Центральный сельсовет.
Расстояние по автодороге до районного центра Бабаево составляет 94 км, до центра муниципального образования деревни Киино — 6 км. Ближайшие населённые пункты — Гора, Качалово, Кондратово, Федьково, Шеино.
Население по данным переписи 2002 года — 3 человека.